# Thị Nha Trang
Thị Nha Trang (danh pháp: Diospyros nhatrangensis) là một loài thực vật có hoa trong họ Thị. Loài này được Lecomte miêu tả khoa học đầu tiên năm 1928.